# علي عليان
علي عليان ممثل أردني 

## عن حياته
بدأ ممارسة مهنة التمثيل منذ العام 1990. شارك في العديد من التجارب المسرحية على صعيد الاحتراف من خلال المهرجانات المسرحية التي كانت تقيمها رابطة الفنانين الأردنيين، ومن ثم مهرجانات وزارة الثقافة. عضو نقابة (رابطة) الفنانين الأردنيين، وعضو في العديد من اللجان المنبثقة عن النقابة ووزارة الثقافة: عضو لجنة علاقات عامة في مهرجان مسرح الشباب الأردني، عضو لجنة علاقات عامة في مهرجان المسرح الأردني- وزارة الثقافة 1997، نائب رئيس لجنة علاقات عامة في مهرجان المسرح الأردني – وزارة الثقافة 1999، انتسب للمسرح الشعبي في العام 1992، عضو مؤسس في فرقة موال المسرحية التي تأسست في العام 1994، عضو مؤسس في فرقة المسرح الحر في العام 2000، انتخب أمين سر المسرح الحر 2000 - 2005، انتخب رئيساً للمسرح الحر منذ العام 2005 لثلاث دورات متتالية، مدير مهرجان المسرح الحر الذي تنظمه الفرقة منذ العام 2006، شارك في مهرجان المسرح الأردني كرئيس للجنة العلاقات العامة في العام 2008. أعد للمسرح النصوص التالية: «وداعا كاليجولا» عن مسرحية كاليجولا –البير كامو «ليل المدينة» عن نص الديك لطلال نصر الدين «صور في البال» عن نصوص نثرية لكتاب ساخرين «مغناة لماذا تركت الحصان وحيدا» عن نصوص شعرية «الشجرة السحرية» للأطفال «جمهورية الموز» للكاتب رياض عصمت بحث عن الممثل والقوالب الجاهزة قدم في الجامعة اللبنانية ضمن مؤتمر بيروت للمسرح مجموعة كتابات نقدية نشرت في الصحف اليومية والمجلات المتخصصة بالمسرح. دراسة حول واقع المسرح المدرسي في الأردن وسبل تطويره. حصل عدد من جوائز جائزة أفضل ممثل عن مسرحية «ومن الحب ما قتل»، مهرجان المسرح الأردني السابع 1999. جائزة أفضل ممثل عن مسرحية «تجليات ضياء الروح»، مهرجان المسرح الأردني الثامن 2000. جائزة أفضل تمثيل جماعي، مهرجان مسرح الشباب الثاني عن مسرحية «كلاكيت»، 1993.\ شهادة براءة تقديرية عن مسرحية «العامود»، الكويت – مهرجان المسرح العربي الثاني، عمان 2002. تم تكريمه من قبل جمعية المسرحيين في دولة الإمارات العربية في العام 2004.

## من أعماله

### المسلسلات
- وعد الغريب
- الوعد (ملحمة الحب والرحيل)
- بوابة القدس
- الحسن والحسين
- بيارق العربا (بدوي)
- معاوية بن ابي سفيان

### الأفلام
- المتحدين

## روابط خارجية
- علي عليان على موقع قاعدة بيانات الأفلام العربية